# Le Destin d'un capitaine
Le Destin d'un capitaine, est un film documentaire français d'une durée de 85 minutes, réalisé par Alain de Sedouy et diffusée sur France 3 en 2008,.Le documentaire relate le témoignage du capitaine Georges Oudinot, chef de la SAS de Beni-Douala en Algérie de 1956 à 1961, sur les contradictions et les choix qu'il a dû faire pendant la guerre d'Algérie.

## Synopsis
Le film offre une nouvelle perspective sur la Guerre d'Algérie en dressant le portrait d'un officier. Georges Oudinot, chef de la SAS des Beni Douala en Kabylie de 1956 à 1961, a été témoin des nombreuses contradictions et dérives de cette guerre cruelle. Comme beaucoup d'autres officiers de sa génération, il s'est retrouvé pris dans la tourmente de la décolonisation, devant faire un choix entre son honneur et la discipline.